# Strzelce Krajeńskie (gemeente)
De gemeente Strzelce Krajeńskie is een stad- en landgemeente in het Poolse woiwodschap Lubusz, in powiat Strzelecko-drezdenecki.
De zetel van de gemeente is in Strzelce Krajeńskie.
Op 30 juni 2004 telde de gemeente 17 432 inwoners.

## Oppervlakte gegevens
In 2002 bedroeg de totale oppervlakte van gemeente Strzelce Krajeńskie 318,57 km², waarvan:
- agrarisch gebied: 53%
- bossen: 38%

De gemeente beslaat 25,52% van de totale oppervlakte van de powiat.

## Demografie
Stand op 30 juni 2004:
| Omschrijving                   | Totaal | Totaal | Vrouwen | Vrouwen | Mannen | Mannen |
| ------------------------------ | ------ | ------ | ------- | ------- | ------ | ------ |
| eenheid                        | aantal | %      | aantal  | %       | aantal | %      |
| inwoners                       | 17 432 | 100    | 8892    | 51      | 8540   | 49     |
| bevolkingsdichtheid (inw./km²) | 54,7   | 54,7   | 27,9    | 27,9    | 26,8   | 26,8   |

In 2002 bedroeg het gemiddelde inkomen per inwoner 1195,21 zł.

## Administratieve plaatsen (sołectwo)
Bobrówko, Bronowice, Brzoza, Buszów, Danków, Gardzko, Gilów, Licheń, Lipie Góry, Lubicz, Machary, Ogardy, Pielice, Przyłęg, Sidłów, Sławno, Sokólsko, Strzelce Klasztorne, Tuczno, Wełmin, Wielisławice, Żabicko.

## Overige plaatsen
Buszewko, Chwytowo, Ciecierzyn, Czyżewo, Długie, Golczewice, Małe Osiedle, Ogardzki Młyn, Piastowo, Pieńkowice, Puszczykowo, Śródlesie, Tuczenko, Wilanów.

## Aangrenzende gemeenten
Barlinek, Bierzwnik, Dobiegniew, Kłodawa, Krzęcin, Pełczyce, Santok, Stare Kurowo, Zwierzyn
- Virtual International Authority File: 303283567